# Pyrolite

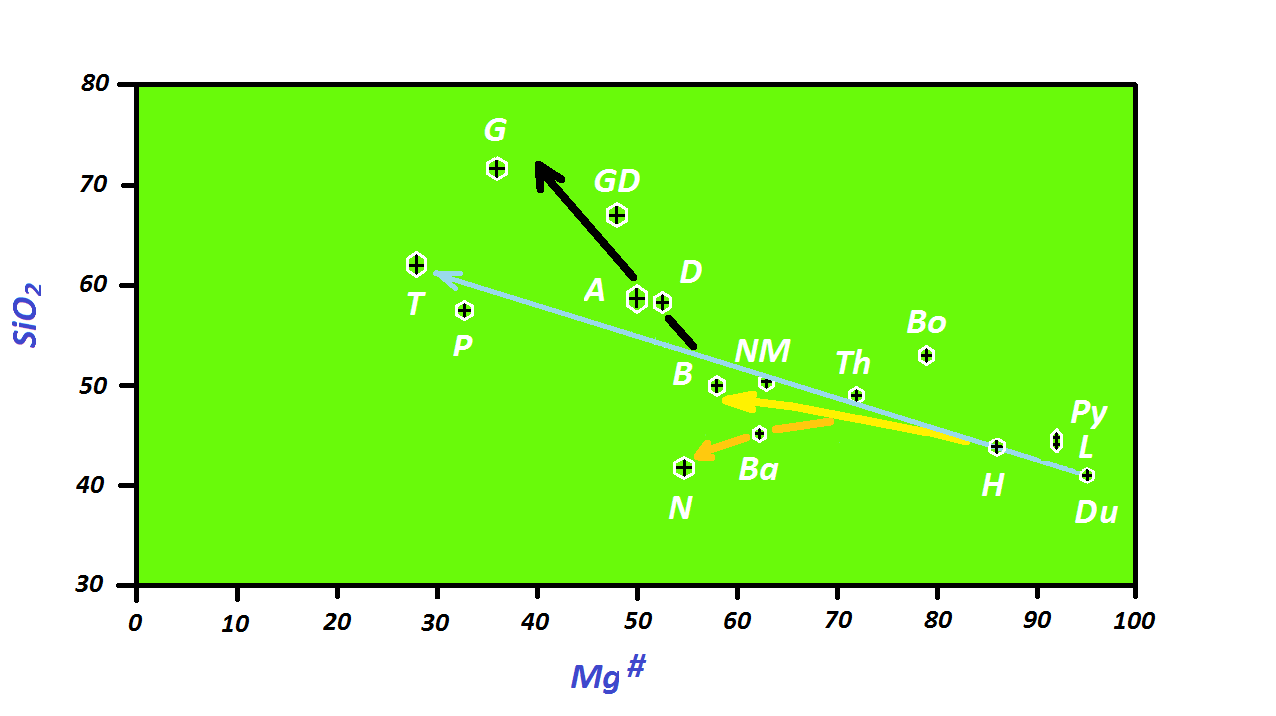
Composition en Mg en fonction de la teneur en SiO2 des types de roches communes. Abréviations : A: andésite, B: basalte, Ba: basanite, Bo: boninite, D: diorite, Du: dunite, G: granite, GD: granodiorite, H: harzburgite, L: lherzolite, N: néphélinite, NM: N-MORB, P: phonolite, Py: pyrolite, T: trachyte, Th: tholéiite d'arc.

La pyrolite est une roche modèle considérée comme étant proche de la composition vraie du manteau. Cette roche synthétique est inventée par le géophysicien Ted Ringwood comme référence pour l’étude de la composition du manteau. Cette composition est considérée comme un bon modèle pour la partie supérieure du manteau. À plus grande profondeur, les opinions divergent, notamment concernant l’uniformité de la composition dans tout le manteau.
Sa définition varie selon les auteurs, mais correspond approximativement au mélange d'une partie de basalte tholéiitique et de trois parties de péridotite (harzburgite). Par fusion expérimentale, ce mélange donne des liquides basaltiques tholéiitiques à forte pression, et basaltiques alcalins à pression moins forte.